# Kulturschmiede (Radebeul)
Die Kulturschmiede, ein umgewidmeter Dreiseithof unter der Adresse Altkötzschenbroda 21, steht auf der Nordseite des Angers Altkötzschenbroda im Stadtteil Kötzschenbroda der sächsischen Stadt Radebeul. In den am Anfang des 19. Jahrhunderts erneuerten Gebäuden befindet sich das städtische Amt für Kultur und Tourismus, insbesondere die Kunst- und Kulturförderung mit der Stadtgalerie Radebeul und der städtischen Kunstsammlung (im Wohnstallhaus Mitte links) sowie der Heimatstube Kötzschenbroda (im Auszugshaus Mitte rechts). Da sich seit Ende des 19. Jahrhunderts in dem Hauptbau eine Schmiede befunden hatte, erhielt das Gebäude den Namen Kulturschmiede und die sich dort ebenfalls befindliche Gaststätte den Namen Die Schmiede.

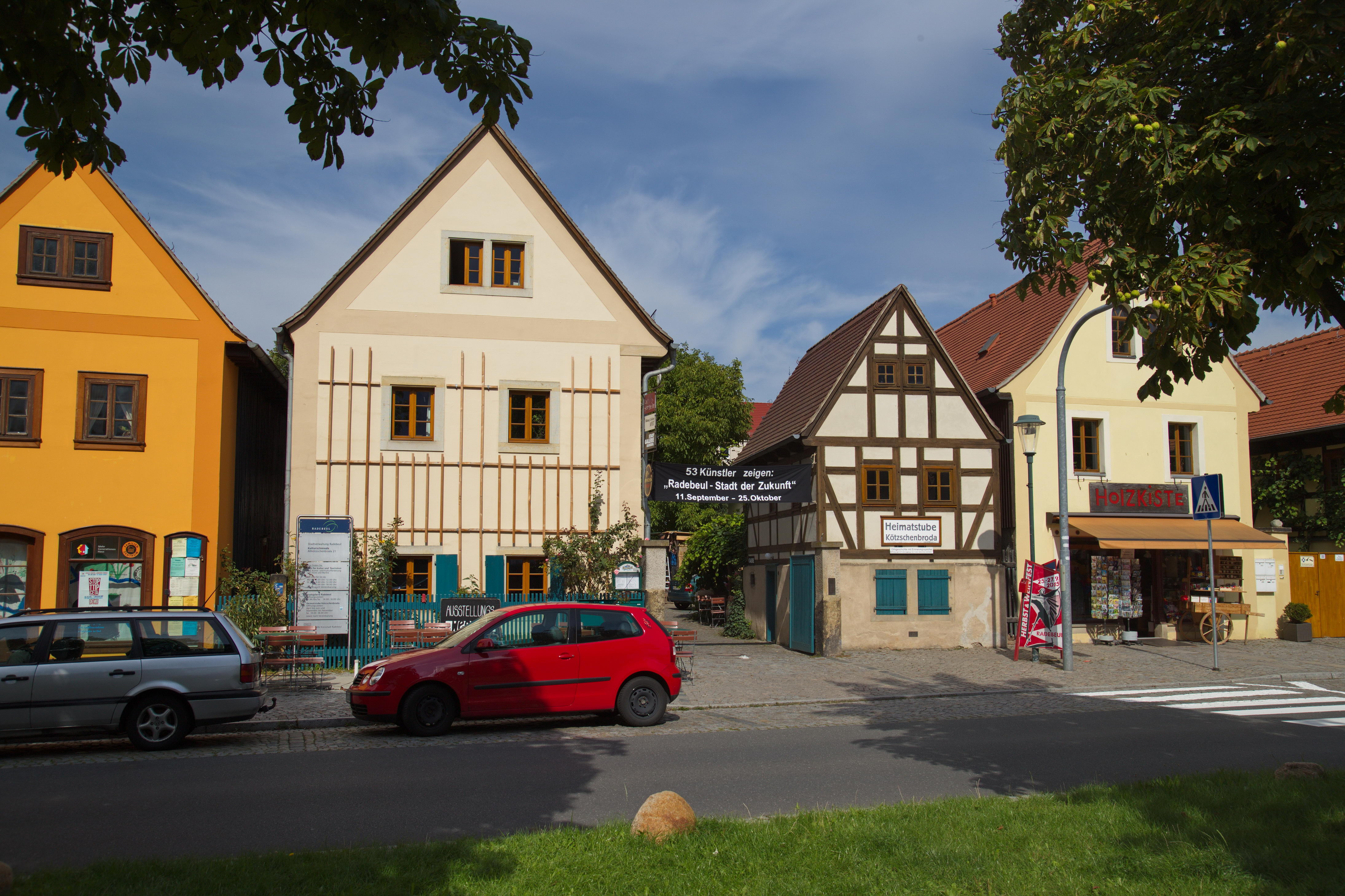
Dreiseithof Altkötzschenbroda 21

Die ehemalige Hofstelle ist „bedeutend für die Baugeschichte, als Teil des markanten und unverwechselbaren Dorfkerns in den Elbauen Radebeuls, zudem landschaftsgestalterisch von Belang“.

## Beschreibung
Das Wohnstallhaus links und das Auszugshaus rechts eines ehemaligen Dreiseithofs stehen unter Denkmalschutz. Die Häuser stehen giebelständig direkt am Fußweg und parallel zueinander mit einem schmalen Hof dazwischen.
Das größere sowie sehr viel längere Hauptgebäude auf der linken Seite hat eine massive, verputzte Giebelwand von zwei Fensterachsen Breite. Die Längsseite ist unten massiv und verputzt, das Obergeschoss ist aus freigelegtem Fachwerk. Das Satteldach sitzt auf der Hofseite auf einem Traufkragstein auf und kragt weit über.
Das rechtsstehende Auszugshaus hat ein massives Erdgeschoss, das Obergeschoss mit den Giebeln besteht aus jüngst erneuertem Fachwerk. Auch dort kragt das Satteldach zum Hof über. Von der Toranlage stehen noch die zwei schlichten Torpfeiler aus Sandstein.
Die ehemals hinten querstehende Scheune ist abgegangen und soll seit vielen Jahren durch einen hintenliegenden Querriegel wieder ergänzt werden.
Links der Kulturschmiede steht ein weiterer denkmalgeschützter Dreiseit-Resthof (Altkötzschenbroda 20), der durch das Familienzentrum Radebeul betrieben wird. Das Wohnstallhaus und das Auszugshaus des ehemaligen Dreiseithofs rechts (Altkötzschenbroda 22) sind ebenfalls als Kulturdenkmal geschützt.

## Kultureinrichtungen

### Stadtgalerie Radebeul
Am 16. Dezember 1982 (1. Februar 1983) wurde die kommunale Stadtgalerie unter dem Namen Kleine Galerie in der heutigen Hauptstraße in Alt-Radebeul eröffnet und dort bis zur Kündigung der angemieteten Räume 1995 betrieben. In den zwei Folgejahren wurden Ausweichquartiere im Rathausneubau, der Sparkasse Radebeul-Mitte und den Landesbühnen Sachsen genutzt, bis die Galerie ihre neue Heimat in dem Dreiseithof am Anger von Altkötzschenbroda fand. Nachdem dort bereits das Auszugshaus instand gesetzt worden war, wurde in der Zeit von Januar 1996 bis August 1997 der Hauptbau saniert und in Form des zweigeschossigen Ausstellungsraums am 25. September 1997 mit einer Gesamtschau der Radebeuler Künstler der Öffentlichkeit übergeben.
Ziel der Stadtgalerie ist es, als „Mittlerin zwischen Kunstproduzenten und -rezipienten“ zu dienen und zur „Popularisierung des künstlerischen Erbes und der zeitgenössischen Kunst bei[zu]tragen.“ Dazu werden dort „wechselnde Ausstellungen der bildenden und angewandten Kunst sowie thematische Intermedia-Projekte“ gezeigt.
Im Jahr 1990 erhielt die Stadtgalerie die Federführung für die Veranstaltung des jährlich stattfindenden Radebeuler Grafikmarkts. Zwei Jahre später erfolgte die Angliederung der Städtischen Kunstsammlung. Seit 1999 erscheint in kontinuierlichen Ergänzungen die im Eigenverlag herausgegebene Radebeuler Künstlerdokumentation mit den wesentlichen Daten und Fakten zu den zeitgenössischen Radebeuler Bildenden Künstlern und ihren Werken.
Neben zahlreichen Veranstaltungen unterschiedlicher Thematik wurden dort insbesondere auch Personal-, Gruppen- und Gedächtnisausstellungen zu Lößnitz-Künstlern wie Paul Wilhelm, Karl Kröner, Ruth Meier, Fürchtegott Erhard Zwar, Magdalene Kreßner, Heinz Drache, Johannes Thaut, Georg Richter-Lößnitz, Carl Schröder und Burkhart Ebe veranstaltet. Auch das für die Region bedeutsame Wirken des Dirigenten Ernst von Schuch sowie der Baumeister Gebrüder Ziller und ihrer umfangreichen Familie wurde präsentiert.

### Städtische Kunstsammlung
Der Begriff Städtische Kunstsammlung wurde 1992 bei der Angliederung an die Stadtgalerie geprägt, um die vorhandenen Exponate von bedeutenden Werken der Künstler, die seit Jahrhunderten in den Lößnitzortschaften ansässig waren und/oder diese geprägt und dargestellt haben, zu einer Sammlung zusammenzufassen. Als Grundstock diente ein „historisch gewachsener Bestand von Gemälden, Grafiken, Zeichnungen, Collagen, Fotografien, Plastiken, Skulpturen, Objekten und Künstlerbüchern“ im Besitz der Stadt. Dieser Kunstbestand von etwa 1500 Werken von etwa 100 Künstlern wird durch weitere Gegenstände wie Kataloge oder Plakate ergänzt. Beides, Kunstwerke wie auch Begleitdokumentationen, werden seitdem ergänzt und erweitert.
Im Jahr 1997, mit der Umwandlung des bis dahin Städtischen Museums Hoflößnitz in die Stiftung Weingutmuseum Hoflößnitz wurde der Kunstbestand aufgeteilt: Der weinspezifische Teil verblieb bei der Hoflößnitz, die sonstigen Kunstwerke gingen in den Bestand der Städtischen Kunstsammlung über.

### Heimatstube Kötzschenbroda

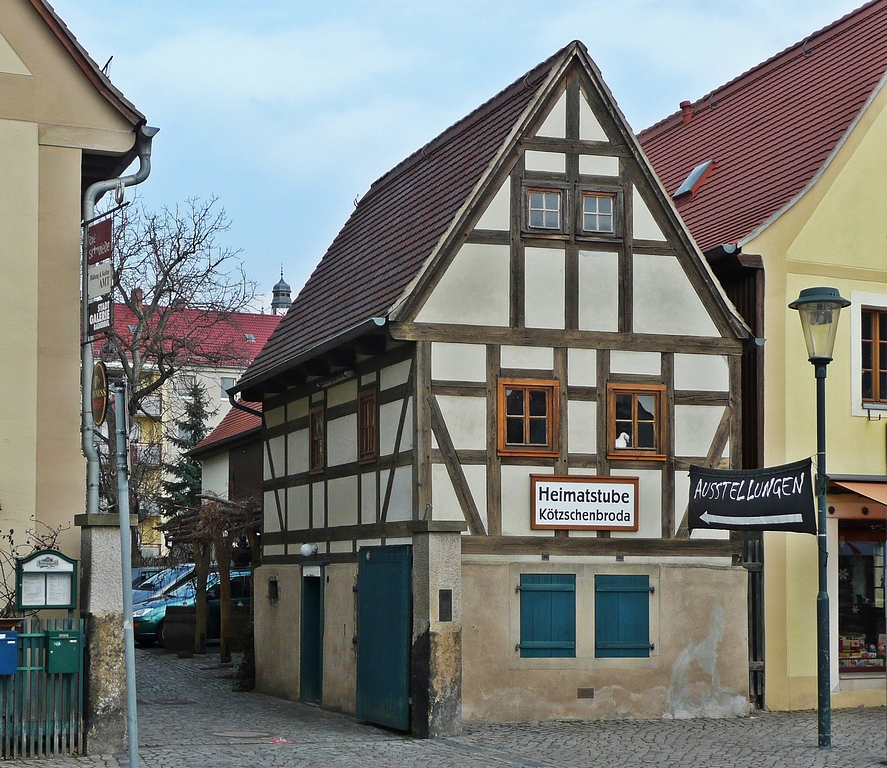
Heimatstube Kötzschenbroda

Die kommunale Heimatstube Kötzschenbroda ist das Heimatmuseum für das Dorf Kötzschenbroda. Es befindet sich in dem historischen Auszugshaus des ehemaligen Dreiseithofs, welches 1993 als erster instand gesetzter Bau am Anger fertiggestellt worden war.
Thema der auf den drei Etagen mit zusammen etwa 30 m² gezeigten Ausstellung sind die Geschichte sowie der gelebte Alltag in dem Dorf Kötzschenbroda, die urkundlich bis in das 13. Jahrhundert zurückgeht. Präsentiert werden „Ausgrabungsfunde, persönliche Erinnerungsstücke sowie Bild-, Text- und (künftig auch) Ton- und Filmdokumente“.

## Geschichte
Das aus dem Mittelalter stammende Gehöft war die längste Zeit ein Hufengut. Noch 1841 betrieb dort Johann Gottlob Reichelt eine reine Bauernwirtschaft. Nach 1873 führte dort der Tierarzt Carl Friedrich Große auch seine Tierpraxis. Sein Sohn errichtete dort eine Dorfschmiede, die Sohn Karl Große noch bis 1972 führte. „Bauernwirtschaft und Schmiede dürften eine Zeit lang auch parallel bestanden haben. Der Abbau der Scheune könnte mit der um 1900 beginnenden Verstädterung Kötzschenbrodas zusammenhängen.“
Die Stadt Radebeul erwarb in den 1990er Jahren das leerstehende Anwesen und entwickelte es im Rahmen des Sanierungsgebiets Radebeul-West zum Standort des Kulturamts, woraufhin der Ort den Namen „Kulturschmiede“ erhielt.